# Macario contre Fantômas
Pour plus de détails, voir Fiche technique et Distribution.
Macario contre Fantômas (Macario contro Zagomar) est une comédie policière italienne réalisée par Giorgio Ferroni et sortie en 1944. Il met en scène la confrontation entre Erminio Macario et Fantômas.

## Synopsis
Après avoir enlevé la fille d'un scientifique, l'insaisissable bandit Fantômas, qui opère sans être inquiété dans les bas-fonds de Paris, est contré par Macario, l'assistant du scientifique. Le bandit prévoit même de s'emparer de la dernière invention du scientifique, une machine à remonter le temps. Le jeune Macario, après diverses vicissitudes, prend le dessus sur le criminel.

## Fiche technique
- Titre français : Macario contre Fantômas
- Titre original italien : Macario contro Zagomar[2]
- Réalisation : Giorgio Ferroni
- Scénario : Gian Paolo Callegari, Giorgio Ferroni, Vittorio Metz
- Photographie : Sergio Pesce (it)
- Montage : Arturo Gemmiti (it)
- Musique : Amedeo Escobar (it)
- Décors : Arrigo Equini (it)
- Production : Mario Borghi
- Sociétés de production : Industria Cinematografica Italiana (INCINE) • Scalera Film
- Pays de production :  Royaume d'Italie
- Langue originale : italien
- Format : Noir et blanc • 1,37:1 • Son mono • 35 mm
- Durée : 83 minutes
- Genre : Comédie policière
- Dates de sortie :
  - Royaume d'Italie : 25 mars 1944

## Distribution
- Erminio Macario : Macario Duplessis
- Nino Crisman (it) : Fantômas (Zagomar en VO)
- Gero Zambuto : Professeur Moreau
- Nada Fiorelli : Mirella Moreau
- Olga Villi : Annette
- Carlo Rizzo : journaliste
- Giulio Battiferri : un Apache
- Ciro Berardi : Brigadier Blissard
- Oreste Bilancia : Tarleret
- Augusto Di Giovanni : inspecteur Jouve
- Luigi Erminio D'Olivo : homme politique
- Gilberto Mazzi : assistant
- Giovanni Onorato : le pickpocket
- Nives Poli : danseuse
- Vinicio Sofia : camarade Pigliatutto
- Umberto Spadaro : Le chiffonnier
- Renato Chiantoni
- Gianni Rizzo

## Production
Le film a été réalisé pendant la Seconde Guerre mondiale et le titre original du film aurait dû être Macario contro Fantômas mais les producteurs n'ont jamais pu acquérir les droits pour le faire. Pour résoudre le problème, Vittorio Metz a créé le personnage de « Zagomar », un méchant modelé sur Fantômas.